# Lahnstein
Lahnstein is een stad in de Duitse deelstaat Rijnland-Palts, gelegen bij de monding van de Lahn in de Rijn. Lahnstein behoort tot de Rhein-Lahn-Kreis en telt 18.030 inwoners. Tot 1969 waren Oberlahnstein en Niederlahnstein afzonderlijke gemeenten: Oberlahnstein ligt ten zuiden van de Lahnmonding en Niederlahnstein ten noorden ervan.
Te Lahnstein bevindt zich de 13de-eeuwse burcht Lahneck en in de directe nabijheid de Ruppertsklamm, een twee kilometer lange kloof, waardoorheen de Rheinsteig loopt. De ommuring van Oberlahnstein is gedeeltelijk bewaard gebleven. Hiertoe behoort de Hexenturm, die als museum is ingericht.
Lahnstein is de geboorteplaats van autocoureur Timo Scheider, DTM kampioen in het seizoen 2008.

## Zie ook

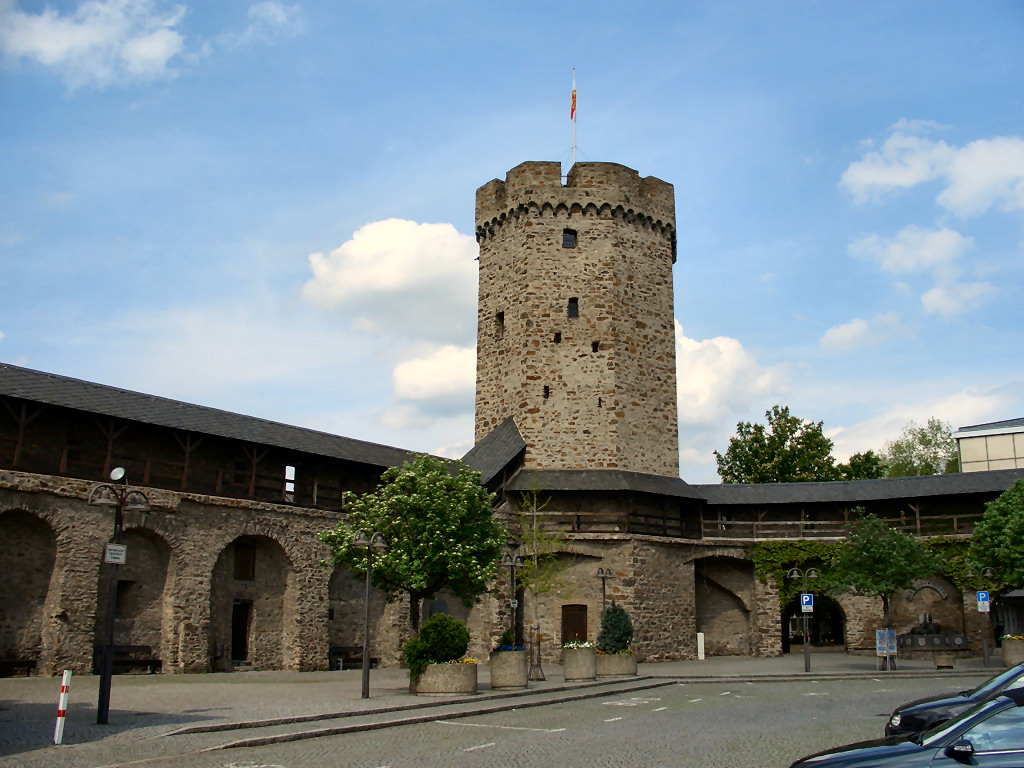
Hexenturm in Lahnstein

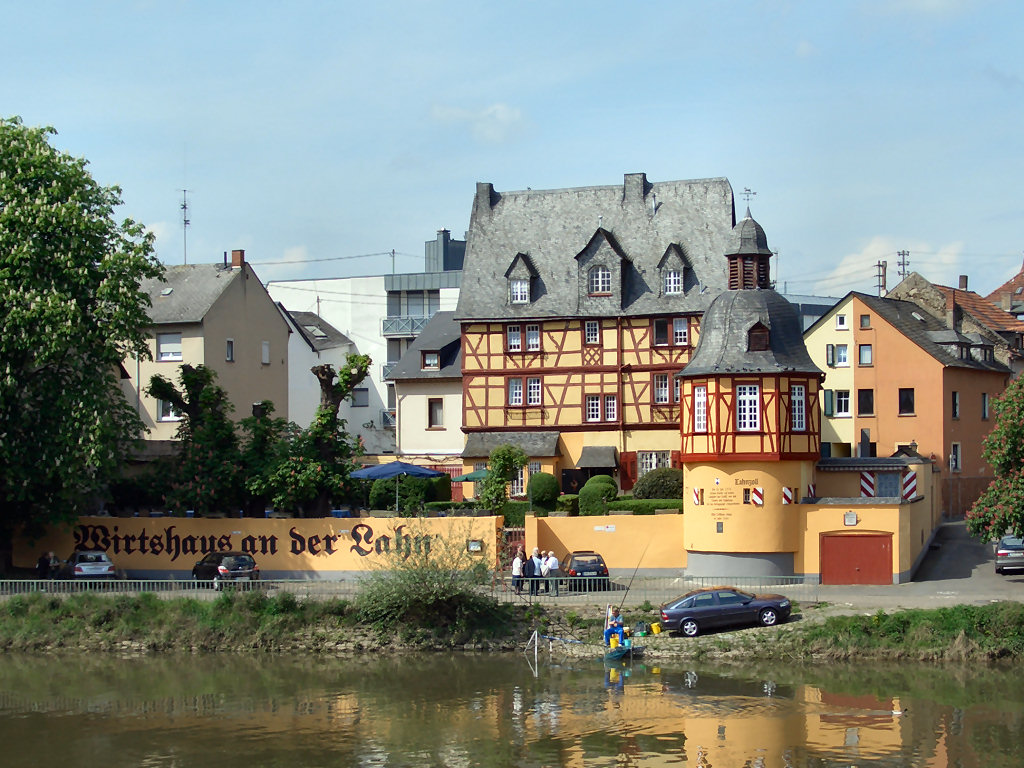
Wirtshaus an der Lahn